# Rosières-sur-Barbèche
Rosières-sur-Barbèche ist eine französische Gemeinde mit 110 Einwohnern (Stand: 1. Januar 2022) im Département Doubs in der Region Bourgogne-Franche-Comté.

## Geographie
Rosières-sur-Barbèche liegt auf 540 m, elf Kilometer südwestlich von Pont-de-Roide-Vermondans und etwa 24 Kilometer südsüdwestlich der Stadt Montbéliard (Luftlinie). Das Dorf erstreckt sich im Jura, auf einem Plateau südlich der Barbèche, über dem Tälchen des Ruisseau du Moulin, am Nordfuß des Mont du Fonteny. Das Gemeindegebiet gehört zum Regionalen Naturpark Doubs-Horloger.
Die Fläche des 5,31 km² großen Gemeindegebiets umfasst einen Abschnitt des französischen Juras. Der Hauptteil des Gebietes wird vom Plateau von Rosières eingenommen, das durchschnittlich auf 540 m liegt. Diese Fläche ist überwiegend von Acker- und Wiesland bestanden. Sie wird im Westen vom Tälchen des Ruisseau du Moulin und im Osten von einem weiteren Seitenbach der Barbèche begrenzt. Im Norden fällt sie mit einer rund 50 m hohen Steilstufe zum Tal der Barbèche ab. Nach Süden erstreckt sich das Gemeindeareal über einen bewaldeten Hang bis auf die Höhe des Mont de Fonteny, wo mit 790 m die höchste Erhebung von Rosières-sur-Barbèche erreicht wird.
Nachbargemeinden von Rosières-sur-Barbèche sind Valonne im Norden, Péseux im Osten, Froidevaux, La Grange und Provenchère im Süden sowie Vernois-lès-Belvoir im Westen.

## Geschichte
Im Mittelalter gehörte Rosières zunächst zum Herrschaftsgebiet von Belvoir und danach zu demjenigen von Châtillon-sous-Maîche. Zusammen mit der Franche-Comté gelangte das Dorf mit dem Frieden von Nimwegen 1678 an Frankreich. Um eine Verwechslung mit anderen gleichnamigen Gemeinden zu vermeiden, wurde Rosières im Jahr 1923 offiziell in Rosières-sur-Barbèche umbenannt.

## Sehenswürdigkeiten

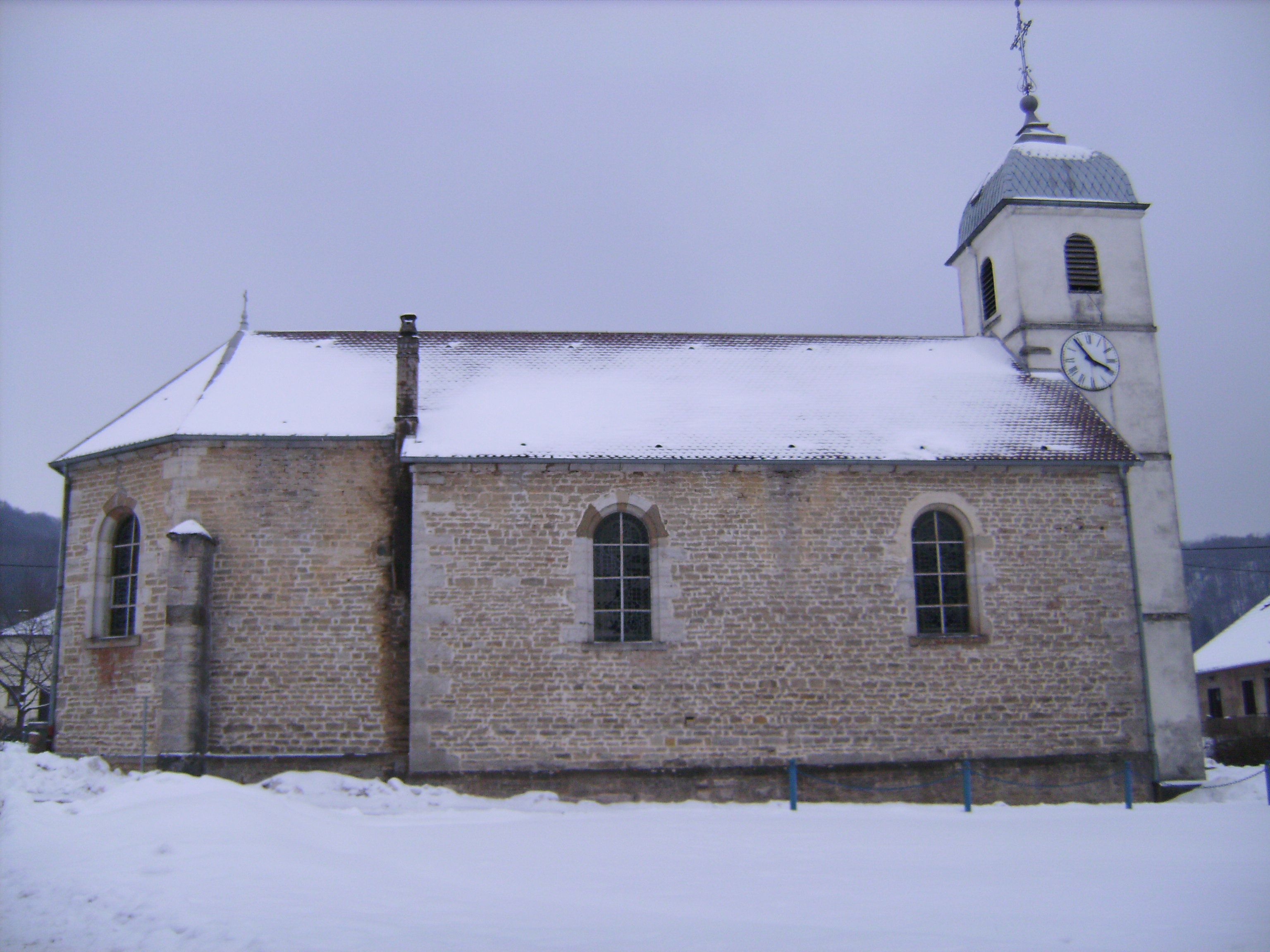
Kirche Saint-Sébastien

Die Dorfkirche Saint-Sébastien wurde im Jahr 1807 eingeweiht und besitzt Wandmalereien von Joseph Aubert.

## Bevölkerung
| Jahr                       | 1962 | 1968 | 1975 | 1982 | 1990 | 1999 | 2004 | 2016 |
| Einwohner                  | 136  | 142  | 144  | 157  | 137  | 117  | 109  | 124  |
| Quellen: Cassini und INSEE |      |      |      |      |      |      |      |      |

Mit 110 Einwohnern (Stand 1. Januar 2022) gehört Rosières-sur-Barbèche zu den kleinsten Gemeinden des Départements Doubs. Nachdem die Einwohnerzahl in der ersten Hälfte des 20. Jahrhunderts stets im Bereich zwischen 130 und 155 Personen gelegen hatte, wurde seit Beginn der 1980er Jahre ein kontinuierlicher Bevölkerungsrückgang verzeichnet.

## Wirtschaft und Infrastruktur
Rosières-sur-Barbèche war bis weit ins 20. Jahrhundert hinein ein vorwiegend durch die Landwirtschaft (Ackerbau, Obstbau und Viehzucht) geprägtes Dorf. Daneben gibt es heute einige Betriebe des lokalen Kleingewerbes, unter anderem ein Betrieb, der Futtermittel herstellt. Viele Erwerbstätige sind auch Wegpendler, die in den größeren Ortschaften der Umgebung ihrer Arbeit nachgehen.
Die Ortschaft liegt abseits der größeren Durchgangsstraßen. Die Hauptzufahrt erfolgt von der Departementsstraße, die von Noirefontaine durch das Tal der Barbèche nach Sancey-le-Grand führt. Weitere Straßenverbindungen bestehen mit Provenchère, Péseux und Vernois-lès-Belvoir.